# Неоарктична пірникоза
Неоарктична пірникоза (Aechmophorus) — рід водних птахів родини пірникозових (Podicipedidae).

## Поширення
Рід поширений на заході Канади, США та Мексики.

## Види
Рід включає два види:
- Пірникоза Кларка (Aechmophorus clarkii)
- Пірникоза західна (Aechmophorus occidentalis)

Крім того, з пліоценових відкладень описано викопний вид Aechmophorus elasson.